# JC Denton
Pour les articles homonymes, voir JC et Denton.
JC Denton est le personnage principal de la série de jeux vidéo Deus Ex. D'abord héros véritable dans le premier Deus Ex incarné par le joueur, il est ensuite élevé au rang de légende dans le second opus Deus Ex: Invisible War.

## Présentation
JC Denton est un homme intelligent, à l'esprit aiguisé et clairvoyant malgré un tempérament un peu froid et solitaire contrairement à son frère Paul, qui est bien plus empathique. Cependant, il est aussi fortement idéaliste et convaincu que l'UNATCO accomplit un travail héroïque pour le bien de la population. Il développe au fur et à mesure un humour ironique et pince-sans-rire, qui, couplé à son grand manteau de cuir, la rattachent partiellement au cliché du sombre héros ténébreux.
Physiquement, JC est plus grand que les Humains non modifiés, mais plus petit que les Méchas ou que les MIB du MJ12. Sa couleur de peau et celle de ses cheveux peuvent être choisis par le joueur au début du jeu. L'aspect par défaut est brun et peau de type caucasienne. Les autres apparences possibles sont peau noire et cheveux bruns, peau mat et cheveux bruns (mais JC porte alors des cicatrices sur le visage), peau claire et cheveux roux, ou encore Albinos. 
Comme son frère, la modification de ses yeux (afin de le doter de vision nocturne) lui confère des iris bleu très clairs et brillants. Contrairement à Paul, il porte en permanence des lunettes de soleil pour dissimuler cette particularité, mais n'en éprouve pas de gêne, même lors des missions nocturnes.
Les nano-modifications étant largement modulables, il dispose d'une dizaine d'emplacements pouvant accueillir des modifications, ce qui le rend supérieur aux agents habituels de l'UNATCO. Chaque amélioration possède elle-même différents niveaux d'efficacité qui permettent par exemple, d'être plus ou moins silencieux, de moins consommer d'énergie bio-électrique lors de l'utilisation d'une modification ou encore d'améliorer l'efficacité d'autres modifications activées.

## Histoire

### Deus Ex
Au début du jeu, JC Denton est un agent de l'UNATCO, branche fictive et armée des Nations unies anti-terroriste. Il est la deuxième personne à avoir subi des nano-modifications après son frère, Paul Denton, également agent de l'UNATCO. Leurs parents sont morts dans un accident de voiture. 
En réalité, JC est le clone de son frère qui est un prototype issu de recherches sur la nanotechnologie organisées par la mystérieuse organisation Majestic 12. Des tests génétiques ont indiqué que Paul était le sujet idéal pour ce programme de nano-modifications. Pour s'assurer d'autres sujets d'expériences compatibles, Le Majestic 12 fabriqua des clones de Paul mais ceux-ci rejetèrent les modifications.
Les parents de Paul, eux, étaient devenus stériles après sa naissance. Ils avaient approché les Majestic 12 pour trouver une méthode pour obtenir un nouveau bébé. Le Majestic 12 recouru à l'insémination artificielle d'un embryon, produisant un clone de Paul, JC. Paul et JC sont donc des vrais jumeaux de onze ans d'intervalle.
Paul devient plus indépendant à l'adolescence et le MJ12 décide de le tuer avec ses parents alors que JC entre dans une école suisse où il peut être étroitement surveillé. Paul échappe à l'attaque et JC grandit en ignorant tout de son enfance avec le Majestic 12. Après ses diplômes, JC rejoint l'UNATCO, une organisation anti-terroriste des Nations unies.
Les origines réelles de JC restent floues. Dans la zone 51, un infocube indique que la date « assignée » de la naissance de JC est le 17 mars 2029. Plus tôt dans le jeu, l'intelligence artificielle Morpheus l'informe qu'il est âgé de 23 ans. 
« JC Denton, âge : 23 ans. Pas d'adresse, pas d'enfants, pas de parents, pas d'employeur. » -  Morpheus
C'est ainsi qu'il est possible de situer l'année où se déroule l'action de Deus Ex : 2052.
Alors que JC débute à l'UNATCO, Paul trahit l'organisation et se lie avec les NSF, la plus importante organisation terroriste des États-Unis. Au cours d'une attaque contre l'aéroport détenu par le chef NSF, Juan Lebedev, JC apprend l'existence du MJ12, et après plusieurs péripéties, finit lui aussi par se retourner contre les Nations unies, contrôlées à distance par le milliardaire Bob Page et Walton Simons. Son but dans la suite du jeu est alors de mettre fin aux agissements de Page. c'est ainsi qu'il rencontrera Tracer Tong, Morgan Everret ou encore Gary Savage, qui vont tous l'aider à vaincre le Majestic 12. JC devra également affronter Anna Navarre, Gunther Hermann à Paris et Walton Simons qui n'arriveront pas à l'arrêter.
À la base 51, JC se verra offrir trois propositions : la première de la part de Tracer Tong, qui lui proposera de faire sauter la base, et avec elle Page et le système de communication mondial, la seconde de Morgan Everett, qui lui proposera de tuer Page et de gouverner le monde en secret aux côtés des Illuminati, la troisième émanant de Helios lui-même : fusionner les capacités de JC et Helios afin de devenir le maître du monde à la place de Page et de gouverner avec les capacités de raisonnement d'Helios couplées à la morale de JC.

### Invisible War
Bien qu'il n'apparaisse qu'à la fin de Invisible War, JC reste le centre de l'intrigue. Malgré les trois fins possibles à la fin du premier opus, une « pirouette » scénaristique a permis de faire un compromis entre elles pour le second opus. En effet Invisible War suppose que JC, tout en faisant exploser la zone 51, tuant Bob Page par la même occasion, a choisi de fusionner avec l'intelligence artificielle Helios dans le but de devenir le premier dictateur bienveillant du monde. Mais les défauts dans la structure des Nanites de JC ont rendu cette fusion imparfaite et JC est forcé de rester en stase en attendant un traitement, de peur de mourir dans la fusion. Depuis, le monde vivait dans un âge de ténèbres faiblement dirigé par les Illuminati[Lequel ?] et Chad Dumier.
Le but de JC était de construire la première civilisation post-humaine en donnant à tous les humains les avantages mentaux et physiques des biomodifications. JC espèrait ainsi éliminer la stratification de l'humanité encouragée par les Illuminati[Lequel ?]. Les biomodifications permettent aussi à tous les humains de communiquer avec l'I.A. Helios qui peut traiter immédiatement les désirs individuels de chaque humain, instaurant une sorte de « démocratie instantanée ».
À la différence du collectif cyborg Omar, JC conçoit Helios pour qu'il communique, pas pour qu'il assimile. Cependant, comme Helios connaitrait la pensée de chacun, certains opposants de JC tel que les Templiers ou les Illuminati[Lequel ?] craignent que cette « grande avancée » ne provoque en fait de démocratie un esclavage universel.
Cette fusion avec Helios lui a donné le contrôle absolu de la nanotechnologie. Il peut contrôler les éléments, changer la matière atome par atome et donc former ou détruire les objets qu'il touche à volonté.
À la fin de Invisible War, Alex D, incarné par le joueur, choisit s'il doit aider JC ou l'arrêter. Si le joueur se met sur sa route, JC se comporte comme un soldat ennemi, à ceci près qu'il est bien plus difficile à tuer que n'importe quel autre personnage du jeu. Si Alex tue JC malgré tout, se rangeant du côté des Templiers ou des Omars, Helios se sacrifie pour ressusciter JC et le joueur doit l'affronter une seconde fois pour le vaincre définitivement.

## Anecdotes
- Comme toutes les personnes nano-modifiées du jeu, JC ne peut pas sourire. En réalité, le moteur du jeu ne permet tout simplement pas cette animation faciale.

- Quand il arpente la Base 51 pour trouver Bob Page et s'expliquer, JC trouve une zone où des cuves de clonages vides portent les noms de Paul Denton, JC Denton, mais aussi un au nom de Alex Denton, dernier clone de la famille et le héros de la suite du jeu : Invisible War.

- À l'origine, il avait été prévu une quatrième fin pour Deus Ex, où JC aidait Bob Page à atteindre son but quand celui-ci, sentant sa fin approcher, commence à faire des propositions alléchantes au joueur : devenir le maître de l'Europe dans le nouvel ordre mondial par exemple. Cette possibilité n'a finalement pas été implémentée dans le jeu.